# Kläger
Kläger nennt man im Zivilprozess die Person, die gegen den Beklagten das Verfahren durch Klage einleitet. Auch in den Verfahren vor den Verwaltungs-, Sozial-, Arbeits- und Finanzgerichten bezeichnet man die Parteien (bzw. Beteiligten) als Kläger und Beklagter. In Familiensachen und in der freiwilligen Gerichtsbarkeit bezeichnet man nach § 113 FamFG den Kläger bei Anwendung der Zivilprozessordnung als Antragsteller. Kläger können sich anwaltlich vertreten lassen, in bestimmten Fällen ist dies zwingend vorgeschrieben (Anwaltsprozess).
Im Strafverfahren wird stattdessen die Anklage durch die Staatsanwaltschaft erhoben und in der Sitzung vom Staatsanwalt vertreten. Bei Privatklagedelikten ist jedoch auch die Klageerhebung durch den Verletzten möglich, wenn die Staatsanwaltschaft ein öffentliches Interesse an der Strafverfolgung verneint hat. Man spricht dann vom Privatkläger. Bei Eingriffen in höchstpersönliche Rechtsgüter können der Verletzte bzw. seine Angehörigen als Nebenkläger auftreten.